# Никифоровская (Шеговарское сельское поселение)
Никифоровская — деревня в Шенкурском районе Архангельской области. Входит в состав муниципального образования «Шеговарское».

## География
Деревня расположена в южной части Архангельской области, в таёжной зоне, в пределах северной части Русской равнины, в 28 километрах на север от города Шенкурска, на левом берегу реки Вайманьга, близ впадения её в Вагу. Ближайшие населённые пункты: на северо-востоке деревня Нижнезолотилово.
Часовой пояс
Никифоровская, как и вся Архангельская область, находится в часовой зоне МСК (московское время). Смещение применяемого времени относительно UTC составляет +3:00.

## Население
| 2002 | 2010 | 2012 |
| ---- | ---- | ---- |
| 60   | ↘56  | ↘55  |

## История
Указана в «Списке населенных мест Архангельской губернии к 1905 году» как деревня Никифоровская(Золотиловская). Насчитывала 18 дворов, 70 мужчин и 92 женщины. В административном отношении деревня входила в состав Ямскогорского сельского общества Ямскогорской волости (образовалась 1 января 1889 года путём выделения из Предтеченской волости) Шенкурского уезда.
На 1 мая 1922 года в поселении 25 дворов, 52 мужчины и 83 женщины.